# جارفيس جونز
جارفيس جونز (بالإنجليزية: Jarvis Jones)‏ هو لاعب كرة قدم أمريكية أمريكي، ولد في 13 أكتوبر 1989 في ريتشلاند في الولايات المتحدة.

## وصلات خارجية
- جارفيس جونز على موقع إي إس بي إن.كوم (أن.أف.أل)3
- جارفيس جونز على موقع مرجع كرة القدم المحترفة.كوم (الإنجليزية)